# Gies
En la mitologia grega Gies i de vegades Giges (en grec: Γύης o Γύγης) era un hecatonquir, gegant de cent braços i cinquanta caps, fill d'Úranos i Gea, i germà de Briàreu i Cotos.
Juntament amb els seus dos germans, fou tancat al Tàrtar primer per Úranos i després per Cronos, a qui havien ajudat a derrotar Úranos, fins que foren alliberats per Zeus i lluitaren amb ell a la Titanomàquia. En acabar la guerra, va establir-se a un palau al riu Oceà. Fou invocat per Tetis per ajudar Zeus quan va ser encadenat per Hera, Atena i Posidó en un intent de derrocar-lo.
Gies és també el nom d'un dels companys d'Enees a Itàlia. Va matar-lo Turnus, l'adversari d'Enees, a aquell país (Virgili, Eneida).
Segons Heròdot, l'homònim Giges va ser un rei de Lídia. La llegenda transmesa conté un gran nombre d'elements folklòrics: l'anell que torna invisible, la fortuna meravellosa, l'amor de la reina, el descobriment d'un tresor... però no forma part de la mitologia, sinó de la història.